# 鎌手インターチェンジ
鎌手インターチェンジ（かまてインターチェンジ）は、島根県益田市の山陰自動車道（三隅・益田道路）に建設中のインターチェンジである。名称は仮称である。

## 道路
- E9 山陰自動車道（三隅・益田道路）

## 接続する道路
- 国道9号[1]

## 歴史
- 2025年（令和7年）度 : 石見三隅IC - 遠田IC間開通に伴い供用開始予定[2][注釈 1]。

## 周辺
- 鎌手駅（JR山陰本線）

## 料金所
無料区間のため設置されない予定。

## 隣
E9 山陰自動車道（三隅・益田道路）
岡見IC（事業中） - 鎌手IC（事業中） - 遠田IC